# Josep Saderra i Puigferrer
Josep Saderra i Puigferrer (Sant Feliu de Pallerols, la Garrotxa, 20 de febrer de 1883 - Banyoles, el Pla de l'Estany, 22 d'abril de 1970), conegut com «el noi», fou un popularíssim compositor de sardanes prototip dels autors populars. Hi tocà el fiscorn i dirigí les cobles La Principal de Tortellà i La Principal de Banyoles.
Deixeble de son pare, Manuel Saderra, el 1903 inicià, amb la sardana Arran de terra, una producció sardanística de més de quatre-centes composicions amb una tècnica d'una gran simplicitat, però a les quals donà un caràcter molt personal.
Instal·lat a Banyoles des de 1916, hi creà l'Orfeó Popular Banyolí, la cobla La Principal de Banyoles, i el cor d'homes Harmonies del Llac. De caràcter obert i espontani, el seu contacte directe amb els auditoris populars podien afavorir el naixement del mite, aspecte al qual cal afegir les dosis de poesia i sentiment que contenen les seves composicions.
Amb una inspiració molt rica i excepcional coneixedor de les possibilitats tímbriques i sonores de la cobla, va produir sardanes de belles i captivadores melodies fins a configurar un extens catàleg que conté algunes peces que es poden considerar llegendàries. D'una llarga llista, les sardanes més conegudes són: Bell Penedès, Mercè, Poncellina, Renouera, Santa Pau, Vigatana, Noies poblenovines, Maria de les trenes (amb lletra de Ramon Ribera Llobet) i La jove.
Al municipi de Banyoles on Josep Saderra i estigué arrelat des del 1916, l'any 1983, se li aixecà un monolit de pedra i bronze al bell mig de la Plaça de les Rodes amb la inscripció: Banyoles / al músic / Josep Saderra i Puigferrer /1883-1970.